# Sune Spångberg
Sune Spångberg (* 20. Mai 1930 in Stockholm; † 21. Juni 2012) war ein schwedischer Jazz- und Improvisationsmusiker (Schlagzeug).

## Leben und Wirken
Spångberg wuchs in Vasastan in einer musikalischen Familie auf. Von Beruf Fotolaborant entwickelte er sich in einem Kreis von Musikern, die ab 1957 unter dem Gruppennamen Jazz Club 57 Modern Jazz spielten, u. a. mit Claes-Göran Fagerstedt, Bernt Rosengren, Lasse Werner und Lars Gullin. Gemeinsam mit Torbjörn Hultcrantz wirkte er auch bei Tourneen von Stan Getz in Schweden mit. 1962 spielten Hultcrantz und er mit Albert Ayler in Stockholm dessen erstes Album ein (Something Different!!!!, später auch als The First Recordings wiederveröffentlicht bei DIW). Im Trio mit dem Pianisten Bud Powell und Hultcrantz trat er im selben Jahr im Stockholmer Club Gyllene Cirkeln auf, dokumentiert auf den Alben At the Golden Circle I-IV bei SteepleChase.
Eine Erkrankung an Multipler Sklerose machte die weitere Jazzkarriere schwierig. 1971 gründete er mit Allan Olsson das schwedische Improvisationsensemble Iskra, das bis 1991 bestand. 1992 hatte er einen Auftritt in dem Spielfilm Hammar von Håkan Alexandersson. 2009 veröffentlichte er noch mit eigenem Trio das Album Surviving.

## Diskographische Hinweise
- Iskra – Iskra (Caprice Records, 1975)
- Iskra – Allemansrätt (Ett Minne För Livet, 1977)
- Iskra – Besvärjelser (Ett Minne För Livet, 1979)
- Iskra – Fantasies (Mistlur, 1983)
- Two Absent Friends (Dragon Records, 1996)
- Live at Café Aguéli (Dragon, 1996)